# Герхард Ертъл
Герхард Ертъл (на немски: Gerhard Ertl) е германски физик, носител на Нобелова награда за химия от 2007 г. за изследванията си върху процесите на твърдите повърхности. Той предоставя подробно описание на химичните реакции, които протичат върху повърхности. Той полага основите на съвременната физикохимия на повърхностите, която спомага за обясняване как горивни клетки произвеждат енергия без замърсяване, как каталитичните преобразуватели изчистват газовете от автомобилите и дори феномена на ръждясване на желязото.

## Ранен живот и образование
Ертъл е роден на 10 октомври 1936 г. в Щутгарт, тогава в Третия райх. В периода 1955-1957 г. учи физика в Щутгартския университет, след което учи година в Парижкия университет и още година в Мюнхенския университет Лудвиг-Максимилиан. Получава диплома по физика от Щутгартския университет през 1961 г., а през 1965 г. получава докторска степен от Мюнхенския технически университет.

## Научна дейност
След като завършва докторантурата си, Ертъл служи като асистент и лектор в Мюнхенския технически университет в периода 1965-1968 г. От 1968 до 1973 г. е професор в Хановерския университет. След това става професор в института по физикохимия към Мюнхенския университет Лудвиг-Максимилиан в периода 1973-1986 г. По това време служи и като гост-преподавател в различни университети в САЩ. През 1986 г. е назначен за професор в Берлинския свободен университет и в Техническия университет - Берлин. От 1986 г. до пенсионирането си през 2004 г. служи като директор на института „Фриц Хабер“ на дружеството „Макс Планк“. През 1996 г. е назначен за професор в Хумболтовия университет на Берлин.
Ертъл установява детайлите на молекулярните механизми на каталитичния синтез на амоняк върху желязна повърхност (процес на Хабер-Бош) и каталитичното окисление на въглероден оксид върху платинена повърхност (каталитичен преобразувател). В хода на изследванията си той открива важното явление на колебателните реакции върху платинени повърхности и, използвайки фотоелектронна микроскопия, за пръв път снима промените в структурата на повърхността и на покритието, които настъпват по време на реакцията.
Той използва нови техники като нискоенергийна електронна дифракция в началото на кариерата си, а по-късно използва ултравиолетова фотоелектронна спектроскопия и сканиращ тунелен микроскоп, с които прави научни пробиви. През 1998 г. е награден с награда Волф за приноса си в областта на физикохимията на повърхностите като цяло и за изясняването на фундаменталните механизми на хетерогенните каталитични реакции при монокристални повърхности в частност.
През 2007 г. е удостоен с Нобелова награда за химия за изследванията си върху химичните процеси на твърдите повърхности. Наградата му е връчена на 71-вия му рожден ден.